# Eusebia (emperatriz)
Eusebia (nombre latino: Flavia Aurelia Eusebia, a veces conocida como Aurelia Eusebia; fallecida en 360) fue una emperatriz romana consorte, esposa del emperador Constancio II. Las principales fuentes para el conocimiento de su vida son el panegírico de Juliano Discurso de agradecimiento a la emperatriz Eusebia, así como varias afirmaciones del historiador Amiano Marcelino.

## Familia
Eusebia nació en Salónica y era de origen macedonio. Su padre fue el primer cónsul de la familia. Los historiadores modernos lo identifican con Flavio Eusebio, cónsul en 347, anteriormente Magister Equitum y Magister Peditum. El Panegírico de Juliano menciona que el padre de Eusebia estaba muerto cuando ella se casó con Constancio. Su madre no se ha identificado, pero en el Panegírico se señala que era de noble disposición y que, al fallecer su esposo, se dedicó a sus hijos, y tuvo gran reputación por su prudencia.
Amiano Marcelino menciona dos hermanos de Eusebia, los "ex-cónsules Eusebio e Hipatio", quienes fueron falsamente acusados de traición por Paladio durante el reinado de Valente. Fueron castigados con el exilio y con multas, aunque poco después se les llamó de nuevo, se le perdonaron las multas y "fueron restaurados a su antiguo rango y honor." Se les ha identificado con los cónsules de 359, Flavio Eusebio y Flavio Hipatio. Juliano afirma en el Panegírico que aseguraron sus altos cargos gracias a la influencia de Eusebia. 

## Emperatriz
El Panegírico de Juliano sitúa su matrimonio con Constancio antes de la derrota del emperador rival Magnencio (agosto de 353). El matrimonio pudo haberse celebrado en algún momento precedente de ese año. Desde el principio, Eusebia influyó en su esposo, promocionó a su propia parentela y llegó a incurrir en el nepotismo.
En el año 354, Eusebia visitó por primera vez Roma. Su esposo estaba en Germania en aquella época. La emperatriz repartió sumas de dinero entre "los presidentes de las tribus y los centuriones del pueblo".

## Protección de Juliano
Según las fuentes antiguas, el ascenso de Juliano fue debido a Eusebia. Ella convenció a Constancio para que no lo matara y que lo enviara a Atenas, donde continuó sus estudios. Lo dice el propio Juliano en su Panegírico, así como en la Carta al Senado y al pueblo de Atenas, que escribió en 361. Amiano Marcelino también atribuye a Eusebia el hecho de que Juliano salvase la vida después de la muerte por traición de su medio hermano Constancio Galo en 354. Libanio confirma la historia en su "Oración fúnebre por Juliano". Sócrates de Constantinopla ofrece un relato casi idéntico, sobre las sospechas que el emperador albergó respecto a Juliano y cómo este se libró, primero huyendo de un lugar a otro y "al final, habiendo descubierto su retiro la emperatriz Eusebia, convenció al emperador que lo dejara ileso, y le permitió irse a Atenas para seguir sus estudios filosóficos." Sozomeno cuenta la misma historia.
Juliano atribuye esta protección a la bondad de Eusebia, aunque esto puede ser un embellecimiento literario y político. Amiano Marcelino sugiere motivos más políticos y sofisticados. Según los historiadores modernos Shaun Tougher y J. Juneau, Eusebia pudo estar actuando como "testaferro" de Constancio, siendo un peón en la estrategia de Constancio, que la necesitaba como intermediaria ante Juliano, ya que la relación entre ambos era tirante. Eusebia construyó una valiosa alianza cuando Constancio necesitaba una.

## Nombramiento de Juliano como césar
En 355, Eusebia apoyó el nombramiento de Juliano como césar. El propio Juliano lo dice en su Panegírico y en la Carta a Atenas. El césar Juliano fue enviado a las Galias, pero más bien como subordinado de los generales que allí había, quienes tenían que vigilarlo para que no encabezase una revuelta contra Constancio.
Según Amiano Marcelino, la situación en la Galia era desesperada, pero Constancio consideraba demasiado arriesgado alejarse de Italia por lo que al final resolvió asociar al trono a su primo Juliano, a pesar de las voces contrarias en la corte, que le recordaban lo ocurrido con Galo. Según Amiano, la emperatriz Eusebia se opuso a estos cortesanos, diciendo que un pariente era preferible a cualquier otro, y como posibles razones señala que, o bien temía viajar a un país alejado, o bien lo consideró lo más adecuado para el bien común.
Según Zósimo, la emperatriz Eusebia sabía que Constancio desconfiaba de toda su parentela y le convenció diciendo que "Juliano era un hombre joven, que desconocía las intrigas del estado, habiéndose dedicado totalmente a sus estudios; y que era totalmente inexperto en los negocios mundanos. Que por ello sería más adecuado para su propósito que ninguna otra persona. Que o bien sería afortunado, y su éxito se atribuiría a la conducta del emperador, o que caería y perecería; y que entonces Constancio no tendría a nadie de la familia imperial que lo sucediera."

## Segunda visita a Roma
En 357, Constancio y Eusebia visitaron Roma, su segunda visita documentada a la ciudad. Se trataba de celebrar los Vicennalia, los veinte años en el trono de Constancio. La corte se trasladó a Roma, siendo la primera y única visita de Constancio a la antigua capital. Con ello, seguía los ejemplos de Diocleciano y Constantino I que también visitaron Roma en sus Vicennalia. La presencia de Constancio, Eusebia y Helena, esposa de Juliano, hizo de esta oportunidad un espectáculo dinástico. Amiano narra esta visita del emperador con gran detalle en el libro 16, capítulo 10 de su Historia romana.
Amiano afirma, con ocasión de esta visita, que Eusebia intrigaba para que Helena no tuviera hijos de Juliano. Según este autor de la Antigüedad, "por sus artimañas persuadió a Helena para que bebiera una extraña poción, de manera que cuantas veces estuviera embarazada, sufriera un aborto". Esto ocurrió en el año 357. El año precedente había perdido otro hijo en la Galia. Actualmente, se considera que la historia de los abortos inducidos por una poción es una afirmación sin más pruebas. Plinio Prioreschi considera este relato como un ejemplo de error común en los relatos de medicina antigua, "la atribución a drogas de propiedades que ellas no pueden tener". En este caso, una poción que es consumida sólo una vez y continúa teniendo efecto durante años. Prioreschi lo considera como "una obvia imposibilidad a la luz de la moderna farmacología".
El historiador del siglo XVIII Edward Gibbon no descartó del todo la historia, dejando que sean los médicos y no los historiadores, si es posible que exista un veneno semejante. Historiadores como Shaun Tougher o Noël Aujoulat consideran que no se debe desestimar la posibilidad de que Helena abortara por sustancias abortivas suministradas por inducción de Eusebia. La imagen de Eusebia que ha perdurado a lo largo del tiempo es la favorable del Panegírico. Pero Eusebia en realidad era la mayor amenaza de Juliano durante su mandato como César. Este cargo hacía de Juliano heredero presunto al trono imperial. Su posición como tal se basaba solamente en que Constancio y Eusebia no tuvieran hijos. De haber tenido un hijo la pareja imperial, Juliano podría encontrarse sobreviviendo su utilidad a sus patronos imperiales. 
Eusebia aparece mencionada en un incidente ocurrido dos años más tarde, en 359. Se descubrió una supuesta conspiración de Barbatio por hacerse con el trono, a raíz de una carta de su esposa, Asiria. En ella le pedía que, después de la muerte de Constancio, y de convertirse en emperador, "no debía deshacerse de ella y preferir el matrimonio con Eusebia, quien era entonces reina y llamaba la atención entre las mujeres por la belleza de su persona". Después de que esta carta se enviara con todo el secreto posible, la doncella, quien la había escrito al dictado de su señora, tan pronto como todos habían regresado de la campaña llevó una copia de ella a Arbitio, magister militum, quien se basó en esta evidencia para acudir al emperador. Se investigó el asunto sin dilación y al final ambos esposos fueron ejecutados.
Como señala R. Haston Norwood en su artículo sobre Barbatio, la carta no fue compuesta por la propia Asiria sino por una esclava, lo que pudo haber sido una trama más de Arbitio para congraciarse con el emperador. No se sabe que realmente hubiera ningún complot, y dado que la carta era cifrada, tampoco puede asegurarse que contuviera las palabras exactas de Asiria.

## Papel religioso
Eusebia ejerció considerable influencia en el emperador y afectó a decisiones políticas en la corte. A menudo se subraya la sabiduría y bondad de Eusebia, así como su lealtad a Constancio. Se ha sugerido que Constancio honró su lealtad renombrado la Dioecesis Pontica como Pietas, el equivalente latino de su nombre griego; tanto la palabra griega como la latina se refieren a la piedad y la lealtad familiar, incluyendo la lealtad de una esposa hacia su esposo. Esta información viene de Amiano. El 24 de agosto de 358, un gran terremoto destruyó Nicomedia. Entre las víctimas, Amiano menciona a "Aristeneto, vicegobernador de la recientemente creada diócesis que Constancio, en honor de su esposa, Eusebia, había llamado Pietas." El Epitome de Caesaribus, atribuido a Aurelio Víctor, menciona la propia devoción de Constancio hacia Eusebia, "que era verdaderamente elegante" y a quien prefirió de entre todas sus esposas.
Eusebia usó su influencia para promover el arrianismo. Sozomeno destaca su papel como arriana. La influencia de los sacerdotes arrianos, entre Eusebia y Eusebio, el eunuco chambelán jefe, hizo que se renovasen las disputas religiosas en la corte, tal como, según este autor, querían Teognis, obispo de la provincia de Bitinia y sus partidarios. Teodoreto documenta que Eusebia envió dinero al exiliado papa Liberio en 355.
La Suda menciona a Eusebia en el artículo dedicado a Leoncio, obispo de Trípoli, Lidia. Según esta enciclopedia, el obispo permaneció indiferente a la llegada de la emperatriz. Ella le mandó llamar, ofreciéndole una gran iglesia. Pero el obispo no quiso ir a menos que ella estuviera dispuesta a humillarse y pedir su bendición, sin sentarse hasta que él se lo permitiera. Enfadada, Eusebia recurrió a su esposo y le urgió a que se vengara. Pero éste alabó la independencia de juicio de Leoncio y rechazó a su esposa, enviándola a las estancias de las mujeres.

## Muerte
Como la primera esposa de Constancio, cuyo nombre se desconoce, Eusebia intentó sin éxito quedarse embarazada. Se dice que Eusebia abrazó el arrianismo cuando los esfuerzos de sus obispos ortodoxos por curar su infertilidad fracasaron. El historiador antiguo Filostorgio escribió que el obispo arriano y conocido sanador Teófilo el Indio fue llamado del exilio para curar su útero aquejado de problemas. Se dice que curó su enfermedad, pero aun así no quedó embarazada. Eusebia murió mientras estaba a cargo de una practicante femenina que intentaba restaurar su fertilidad.
Según su moderno traductor y comentarista, Philip R. Amidon, Filostorgio "dice que la esposa de Constancio se vio sometida a ataques de histeria, y puesto que era tan profundamente devoto de ella, se vio forzado a traer a Teófilo del exilio, pues el último tenía fama de ser capaz de curar la enfermedad por poder divino. Cuando llegó, pidió perdón por los pecados que había cometido contra él y le rogó que curase a su esposa. No fracasó en esta petición, dice nuestro autor. Pues Teófilo impuso sus manos en la mujer y eliminó su enfermedad". Amidon señala que la histeria de Eusebia también es mencionada por Jorge Cedreno y Juan Zonaras.
La muerte de Eusebia evidencia el "miedo a la esterilidad" de la Roma Antigua. El propósito del matrimonio romano era muy específico, la reproducción. Las mujeres debían tener hijos para no ser legalmente tuteladas, y si querían tener derechos hereditarios. De manera que habría mucha presión para tener niños. Cuando los hijos "tardaban en venir", las mujeres se volcarían en la religión, o usarían medicamentos para enfrentarse a la infertilidad. El destino de Eusebia indica que la medicación para la fertilidad que tenían a su disposición podía ser tan peligrosa como los abortivos.

## Historiadores modernos
Shaun Tougher señala que el Panegírico en honor de Eusebia "tiende a ser abandonado" en favor de dos oraciones que Juliano escribió sobre Constancio II. También considera que se tiende a tomar este texto "en serio" en lugar de someterlo a "un análisis más profundo". La oración se vio influida primero por la alabanza de Arete tal como se encuentra en la Odisea de Homero, en segundo lugar por los tratados sobre discursos de Menandro de Laodicea. Menandro aconsejó que la alabanza en la virtud de un emperador debe centrarse en cuatro áreas: su valor, justicia, templanza y sabiduría. Juliano consigue alabar la justicia, templanza y sabiduría de Eusebia. Se omite llamativamente toda referencia a su valor. Sin embargo, hay referencias adicionales a su bondad, clemencia, filantropía y liberalidad.
Juliano revela la influencia de Eusebia en las decisiones de Constancio, pero constantemente recuerda que la palabra final la tiene el emperador, no la emperatriz. Ella le persuade, no le da órdenes. Al final, Juliano acaba apartándose del tema y hablando más de sí mismo que de Eusebia.
La imagen que da Amiano Marcelino está influida por sus propias preferencias y odios. Barnes señala que el retrato que hace de Eusebia fue positivo, pero que había motivos claros. Eusebia era la hermana de Hipatio, amigo y probable patrón de Amiano. Incluso el asentamiento de Amiano en Roma encaja con el período en que Hipatio era su prefecto.